# 翁達瓦河
翁達瓦河是斯洛伐克的河流，位於該國東部，河道全長144.4公里，流域面積3,354.7平方公里，最大支流是托普拉河，河畔城鎮有斯維德尼克和斯特羅普科夫。
48°27′N 21°49′E / 48.450°N 21.817°E